# چو هیو-گیونگ
چو هیو-گیونگ (به کره‌ای: 최효경،  زادهٔ ۵ اکتبر ۲۰۰۰) یک کشتی‌گیر آزادکار اهل کشور کره شمالی است.
از افتخارات وی می‌توان به کسب مدال برنز بازی‌های المپیک ۲۰۲۴ پاریس و بازی‌های آسیایی ۲۰۲۲ اشاره کرد.